# Scott Rigell
Edward Scott Rigell, né le 28 mai 1960 à Titusville (Floride), est un homme politique américain membre du Parti républicain, représentant de Virginie à la Chambre des représentants des États-Unis de 2011 à 2017.

## Biographie

### Études et carrière professionnelle
Originaire de Floride, Scott Rigell est diplômé d'un grade d'associé du collège communautaire de Brevard en 1981 puis d'un baccalauréat en administration des affaires de l'université de Mercer en 1983. Pendant ses études, de 1978 à 1984, il est réserviste du corps des Marines. Il obtient une maîtrise en administration des affaires en 1990, à l'université Regent (en) de Virginia Beach.
Il est propriétaire de concessions automobiles dans le sud-est de la Virginie. À ce titre, il fait partie du conseil des vendeurs de véhicules à moteur de Virginie à la fin des années 1990.

### Représentant des États-Unis
Longtemps donateur du Parti républicain, Rigell se lance en politique lors des élections de mi-mandat de 2010. Il se présente à la Chambre des représentants des États-Unis dans le 2e district de Virginie, qui comprend la côte atlantique de l'État. Après avoir battu le vétéran de la Navy Ben Loyola durant la primaire républicaine (39 % contre 27 %), il affronte le démocrate sortant Glenn Nye (en), élu deux ans plus tôt. Dans un contexte national de « vague républicaine », il est élu représentant avec 53,1 % des voix (contre 42,5 % pour Nye).
Il est réélu en 2012 avec 53,8 % des voix, dans un district qui a pourtant voté à deux reprises pour Barack Obama (en 2008 et 2012). Lors des élections de 2014, il remporte un troisième mandat avec 58,7 % des suffrages.
En faveur d'une limitation du nombre de mandats dans le temps, il annonce en janvier 2016 qu'il n'est pas candidat à un quatrième mandat en novembre. Il estime alors avoir accompli sa mission, en s'étant opposé aux principales réformes d'Obamaa et en inversant la trajectoire des dépenses publiques fédérales.

## Positions politiques
Rigell est considéré par le site indépendant On The Issues comme un conservateur modéré. Il est opposé au mariage homosexuel, mais soutient les unions civiles. Après la tuerie d'Orlando, il dépose un projet de loi avec trois autres représentants pour empêcher les personnes interdites de vol d'acheter des armes à feu.
En 2013, il est l'unique républicain à voter contre le budget retirant les fonds du Patient Protection and Affordable Care Act, notamment pour éviter un arrêt des activités gouvernementales. Pour empêcher des coupes dans le budget de l'armée, cet élu d'un district à forte présence militaire se dit prêt à voter des hausses d'impôts avec les démocrates. En matière de politique étrangère, Rigell défend le rôle du Congrès, dont l'accord est selon lui nécessaire avant toute frappe aérienne en Syrie.
En août 2016, il révèle son intention de voter pour le candidat libertarien Gary Johnson à l'élection présidentielle plutôt que pour Donald Trump, le candidat du Parti républicain.